# خشخاش منوم
الخشخاش الأبيض أو الخشخاش المنوم أو أبو النوم أو خشخاش أو خشخاش بذور الخبز (بالإنجليزية: Opium poppy)‏ (الاسم العلمي: Papaver somniferum) هو نوع نباتي ينتمي إلى جنس الخشخاش في الفصيلة الخشخاشية. وتعتبر زراعة هذا النبات من الزراعات الممنوعة (إلّا لإغراض طبية مرخصة) حيث أنه مصدر للمواد المخدرة مثل الأفيون والهيروين والمورفين.

## الوصف النباتي
يمتلك ساقاً منتصبةً يصل طولها إلى ما يزيد عن المتر الواحد، تتميز ساقه بقلة التشعبات الغصنية فيها. الأوراق بيضوية متطاولة بحواف غير منتظمة وبلون أخضر يميل إلى الزرقة، أزهاره تكون وحيدة solitary (أي أنها لا تتواجد على شكل تجمعات زهرية) تمتلك سبلتين متساقطتين وأربعة بتلات بيضاء أو زهرية اللون ولها بقعة بنفسجية في قاعدتها. الثمرة تكون على شكل كبسولة، إذا ما قمنا بإجراء شقوق قليلة العمق فيها سال سائل نباتي أبيض اللون والذي سرعان ما يتخثر متحولاً إلى أفيون.

## مناطق زراعته
مناطق زراعة الخشخاش هي دول المثلث الذهبي (تايلاند، لاوس، ميانمار " بورما ") والهلال الذهبي (باكستان، أفغانستان، إيران) والممر الذهبي (دول آسيا الوسطى)، المكسيك، الهند، لبنان، كولومبيا، وقد زادت المساحات المنزرعة بالخشخاش في البلد الأخير على حساب زراعة نبات الكوكا في كولومبيا.

## الدورة الزراعية
وتبدأ الدورة الزراعية للنبات في أواخر الصيف وبعد ثلاثة أشهر ينضج النبات المكون من سيقان خضراء يعلوها زهور الخشخاش ثم تسقط الأوراق لتظهر الكبسولة.

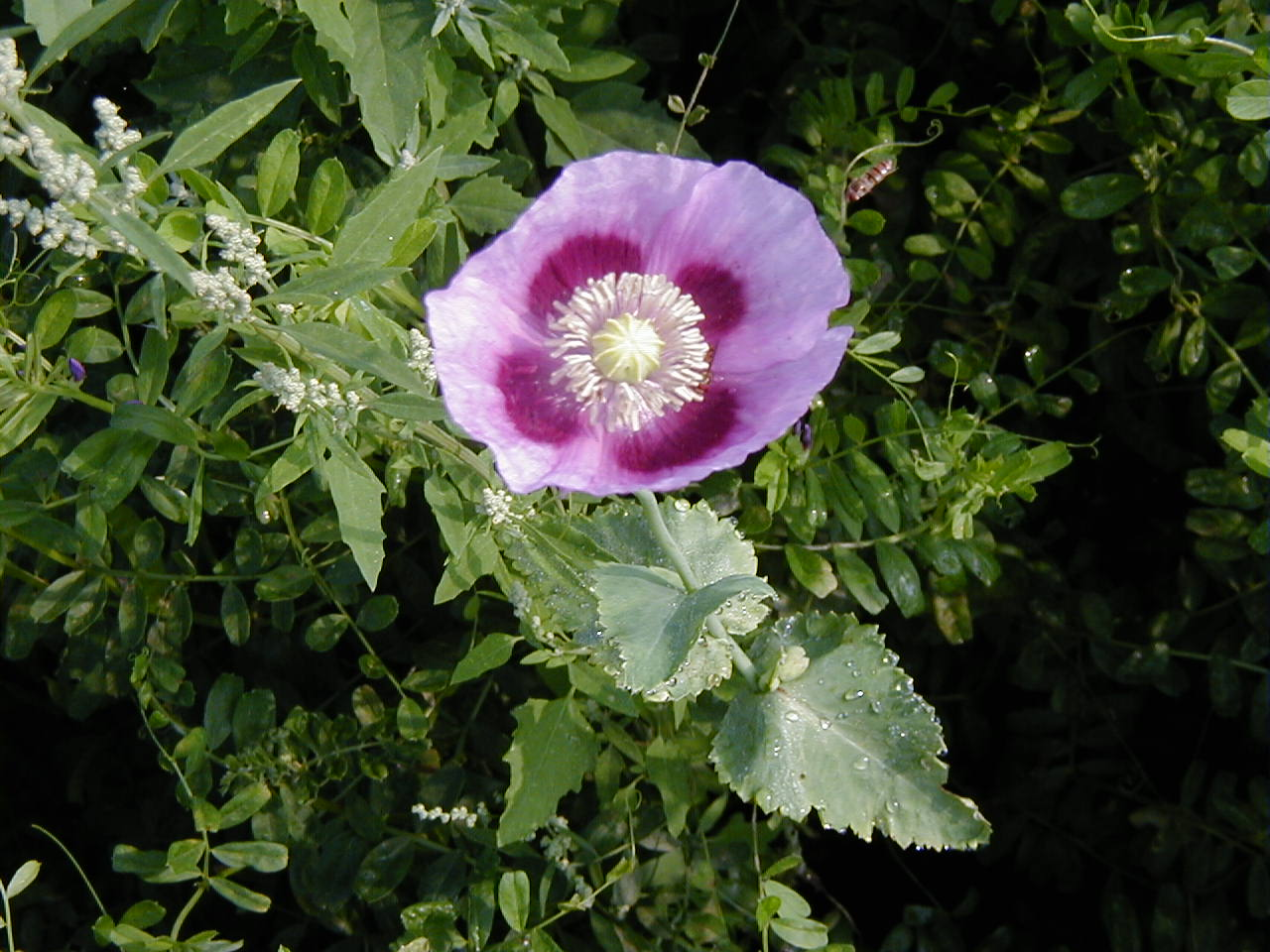

## وصلات خارجية
- معرض صور الخشخاش المنوم
- حقول خشخاش الأفيون شمالي جزيرة تسمانيا